# Роберт I (Бар)
Роберт I (на френски: Robert I de Bar, на немски: Robert I; * 8 ноември 1344, † 12 април 1411) от Дом Скарпон, е граф на Бар и Мусон 1352 до 1355 и от 1354 г. херцог на Бар.

## Живот
Той е вторият син на граф Хайнрих IV от Бар († 1344) и Йоланта Фландърска († 1395).
След смъртта на баща му майка му води регентството. По-големият му брат Едуард II умира през 1352 г. Тогава Роберт е на седем години. Тогава майка му приготвя женитбата си през 1353 г. с граф Филип Наварски, брат на крал Карл II Наварски.
Император Карл IV издига Бар на херцогство на 13 март 1354 г. През декември 1356 г. Роберт става рицар и на 8 ноември 1359 г. е обявен за пълнолетен. Присъства на 19 май 1364 г. на коронизацията на Шарл V в Реймс и участва в походите на своя зет.
През 1401 г. Роберт дава херцогската си титла на по-малкия си син Едуард.

## Фамилия
Роберт се жени на 5 октомври 1364 г. за Мария Френска (1344 – 1404) от династията Валоа, дъщеря на френския крал Жан II Добрия и Бона Люксембургска, дъщеря на Ян Люксембургски. Тя е сестра на Шарл V. Те имат децата:
- Йоланта Стара († 1431), омъжена 1384 за Хуан I, крал на Арагон († 1395)
- Хайнрих (1362 – 1397), наследствен принц, пленен от турците след битката при Никопол (1396).
- Филип († 28 септември 1396, убит при Никополис)
- Карл, господар на Nogent-le-Rotrou
- Мария, омъжена 1384 1. Вилхелм II, граф на Намюр († 1418)
- Едуард III († 1415), херцог на Бар 1411, убит през 1415 г. в битката при Аженкур
- Лудвиг († 1431), епископ на Лангър, на Вердюн, кардинал, 1415 херцог на Бар, 1419 се отказва от херцогството в полза на далечния му племенник Рене I Анжуйски
- Йоланта Млада († 1421), омъжена 1401 за Адолф, херцог на Берг († 1437))
- Йохан († 1415, убит в битката при Аженкур), господар на Puisaye
- Бона († 1400), омъжена 1393 за Валеран III Люксембургски, граф на Ст. Пол († 1415)
- Жана († 1402), омъжена 1393 за Теодоро II Палеолог, маркграф на Монферат († 1418)